# ブレンデリア (小惑星)
ブレンデリア (761 Brendelia) は小惑星帯に位置する小惑星である。ドイツの天文学者フランツ・カイザーがハイデルベルクのケーニッヒシュトゥール天文台で発見した。
ドイツの天文学者、オットー・ブレンデル（Otto Rudolf Martin Brendel、1862年 - 1939年）に因んで命名された。